# Stora Blyberget
Stora Blyberget är ett naturreservat som ligger på och norr om berget med detta namn i Bollnäs kommun i Gävleborgs län.
Området är naturskyddat sedan 2015 och är 47 hektar stort. Reservatet består av äldre granskog. 